# Tomoderus rougemonti
Tomoderus rougemonti es una especie de coleóptero de la familia Anthicidae.

## Distribución geográfica
Habita en Etiopía.